# Мирољуб Брзаковић Брзи
Мирољуб Брзаковић Брзи (5. октобар) српски је фолк певач и композитор. Највећу популарност имао деведесетих година као део ЗАМ продукције. 

## Биографија
По његовим речима већину песама посветио је својој највећој љубави, жени из Данске, са којом је био у дугогодишњој вези. Био је препознатљив по томе што је увек носио качкет. 
Издао је 15 музичких албума. 
Поред својих песама радио је песме за многе музичаре Несташна девојка (Ванеса Шокчић), Ћути ћути срце моје (Гоца Стојићевић), Буди увек са мном (Буба Мирановић), Вода и ваздух, Јесам ли мајко још твоја кћи, Кобне грешке, Остављени не верују више (Вики Миљковић), Нећу покајање, Долина кестенова, Ти у мени имаш пријатеља (Драгана Мирковић), Децембар, Види шта си сад без мене (Индира Радић), Туђе није слађе (Аница Миленковић), Не веруј мушкарцу (Сања Ђорђевић), Битка (Рики Лугоњић), Нек је срећно пријатељу стари (Игор Лугоњић), Пријатељи прави не окрећу леђа (Вера Матовић), Оаза среће (Злата Петровић), Ни минут за тебе (Ћана), Од казина до казина (Сејо Калач).

## Дискографија

### Албуми
- Расташе се заљубљени (1984, Дискос)
- Брзи (1987, ПГП РТБ)
- Ово су времена тужна (1989, Дискос)
- Превари ме живот (1991, Дискос)
- Брзи (1992, ЗАМ)
- Брзи (1993, ЗАМ)
- Брзи (1994, ЗАМ)
- Црне руже (1995, ЗАМ)
- Брзи (1996, ПГП РТС)
- Ја се сећам (1997, ПГП РТС)
- Пријатељ са свима (1998, Зам, Зам плус)
- Спонзоруше (2000, Реноме)
- Ово мало грешне душе (2003, Голд мјузик)
- Пољупци од свиле (2006, Реноме)[3]
- Није љубав за слабиће (2012, Сезам продукција)